# Top of the Rockies
La Top of the Rockies est une route américaine dans les comtés d'Eagle, Lake, Pitkin et Summit, au Colorado. Longue de 75 milles, cette route de montagne passe plusieurs cols des Rocheuses tels que le col Independence à la limite de la forêt nationale de San Isabel et de la forêt nationale de White River. Elle est classée National Scenic Byway.